# Qaraglukh, Vayots Dzor
Qaraglukh là một đô thị thuộc tỉnh Vayots Dzor, Armenia. Dân số ước tính năm 2011 là 851 người.